# Каньяр
Каньяр (ісп. Cáñar) — муніципалітет в Іспанії, у складі автономної спільноти Андалусія, у провінції Гранада. Населення — 412 осіб (2010).
Муніципалітет розташований на відстані близько 390 км на південь від Мадрида, 32 км на південний схід від Гранади.

## Демографія
Динаміка населення (INE ):

## Галерея зображень

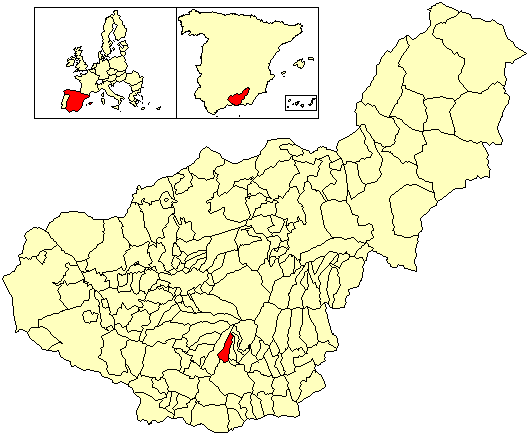
Розташування муніципалітету Каньяр
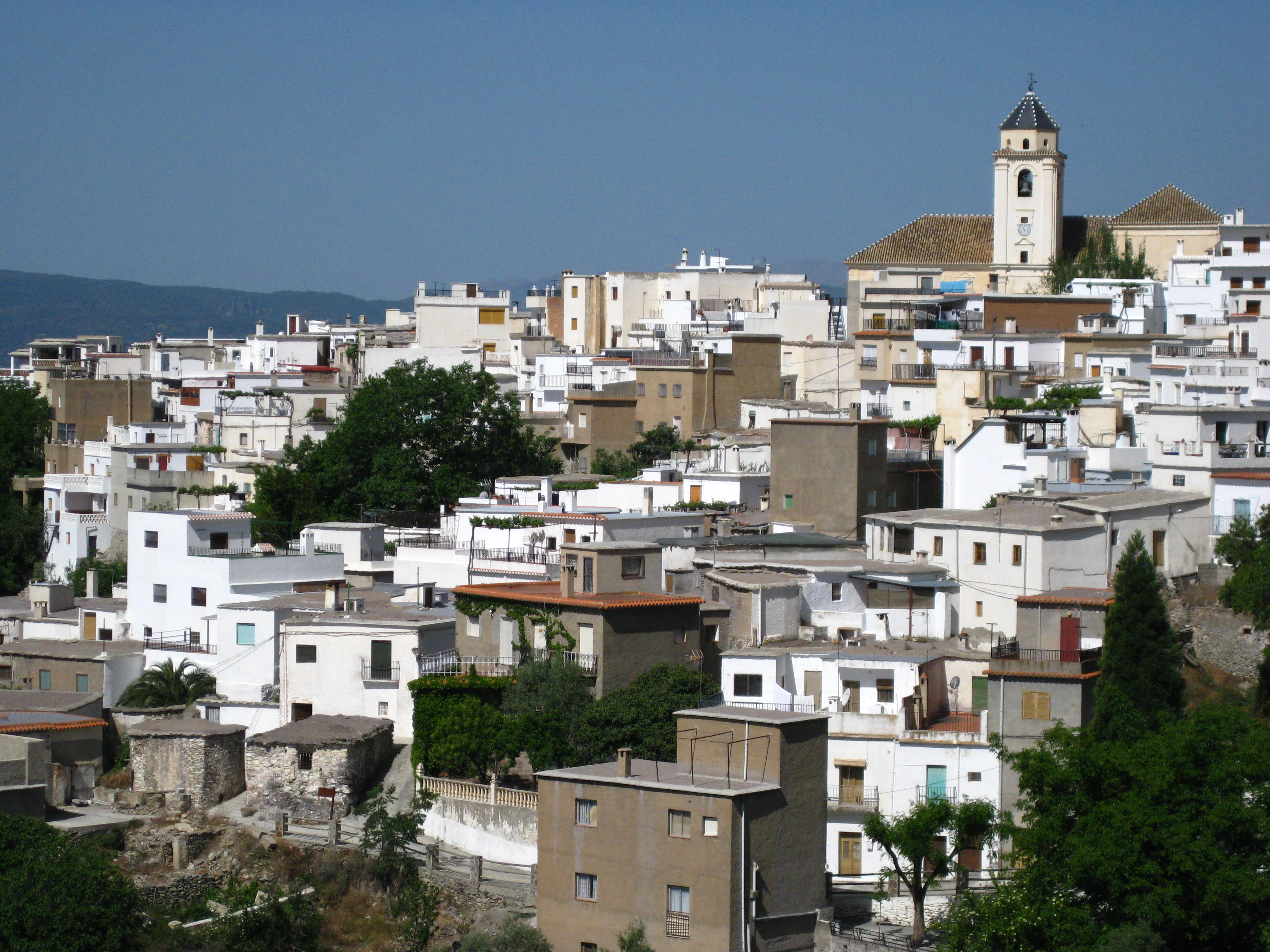
Каньяр (травень 2012)